# Sidney Wood

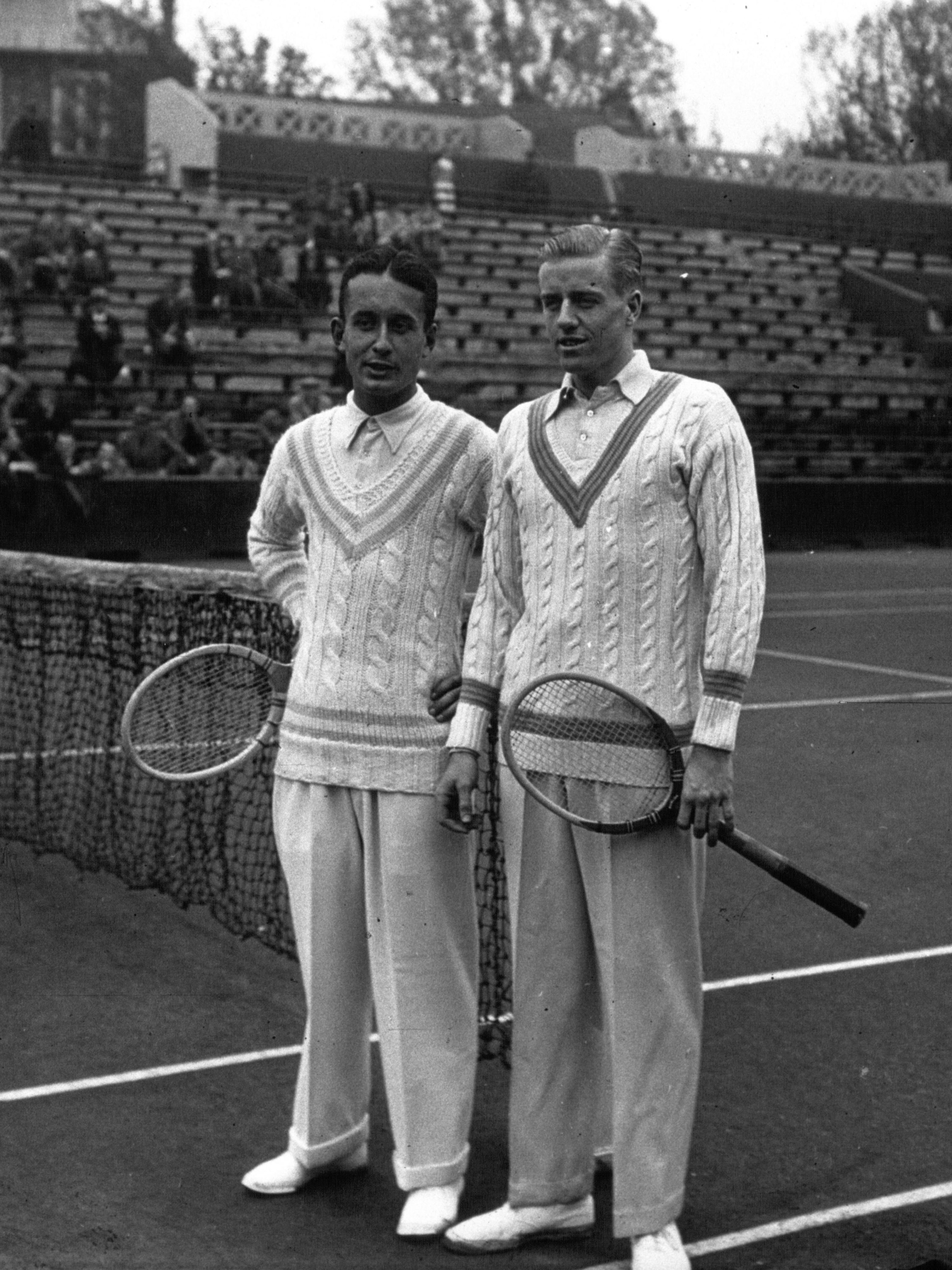
André Merlin och Sidney Wood.

Sidney (Sydney) "Sid" Durr Beardslee Wood, född 1 november 1911 i Black Rock, Connecticut, död 10 januari 2009 i Palm Beach, Florida, var en amerikansk tidigare tennisspelare. Under perioden 1930-45 var Wood en av världens tio bästa amatörspelare. Han rankades som nummer 6 1931 och som nummer 5 1938. 
Wood upptogs 1964 i International Tennis Hall of Fame.

## Tenniskarriären
Sid Wood utvecklades tidigt som tennisspelare och kvalificerade sig redan som junior att delta i sin första Grand Slam-turnering. Således deltog han som 15-åring (1927) första gången i Wimbledonmästerskapen. Han mötte i första omgången det årets världsetta, fransmannen René Lacoste, och förlorade. År 1931 lyckades han och hans landsman Frank Shields, via seger i varsin semifinal nå slutfinalen i Wimbledon. Shields hade dock skadat ankeln i sin semifinalmatch mot Jean Borotra, och han bestämde sig för att avstå från finalmatchen. Segern tillföll därför Wood utan att en enda boll spelades. Detta är unikt i turneringens historia sedan systemet med All Comers Round och Challenge Round avskaffades 1922. Hans seger var unik också så till vida att han var den dittills yngste spelare (19 år och 8 månader) som vunnit singeltiteln i turneringen. Det har senare sagts att Shields tvingades att avstå från finalspelet av den amerikanske Davis Cup-kaptenen (Sam Hardy), eftersom Shields och Wood två veckor senare skulle spela DC-interzonfinal mot ett brittiskt lag. Amerikanerna förlorade denna med 3-2, varvid Wood besegrades i sina båda singelmatcher av Fred Perry och Henry Austin, medan Shields besegrade Perry.
Säsongen 1932 nådde Sid Wood kvartsfinalen i Wimbledon, men förlorade denna mot den japanske toppspelaren Jiro Sato. Förutom sina framgångar i Wimbledonmästerskapen, nådde Wood finalen i singel i ytterligare en Grand Slam-turnering, nämligen 1935 i Amerikanska mästerskapen.  Han förlorade denna mot Wilmer Allison (6-2, 6-2, 6-3). 
Sid Wood deltog i det amerikanska Davis Cup-laget 1931 och 1934. Säsongen 1934 nådde laget, också nu med Wood och Shields som lagkamrater, Challenge Round mot ett brittiskt lag. Även denna gång besegrades amerikanerna, nu med 1-4, av Fred Perry och Bunny Austin. Tidigare under året, i interzonfinalen mot Australien, hade Wood besegrat den blivande (1933) Wimbledonmästaren Jack Crawford.

## Personen Wood
Genom åren, långt efter det att hans aktiva tenniskarriär avslutats, fortsatte Wood att intressera sig för tennis. Han tillbringade varje sommar i England, och besökte alltid Wimbledonmästerskapen. I en intervju har han sagt att han anser Donald Budge vara den genom tiderna främste manlige tennisspelaren, eftersom denne var den förste som lyckades vinna en äkta Grand Slam, det vill säga seger i samtliga fyra GS-turneringar under ett och samma år, och därmed bevisa att det är möjligt att hålla hög klass på olika banunderlag.
Wood verkade som uppfinnare och affärsman. Bland annat har han utvecklat och marknadsfört det syntetiska banunderlaget som benämns "Supreme Court". Detta används numera som underlag vid de flesta inomhusturneringar i tennis. 
Wood avled den 10 januari 2009.

## Singeltitlar i Grand Slam-turneringar
- Wimbledonmästerskapen
  - Singel - 1931